# Wykeham McNeill

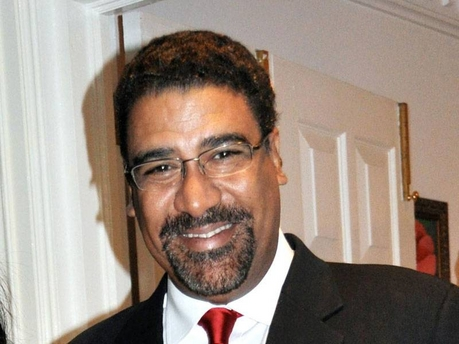
Wykeham McNeill

Wykeham McNeill (auch: McNeil; * 10. Oktober 1957 in Kingston) ist ein jamaikanischer Politiker der People’s National Party (PNP). Er war von 2012 bis 2016 Minister für Tourismus und Unterhaltung (Minister of Tourism and Entertainment) Jamaikas.

## Leben
Kenneth Wykeham McNeill wurde am 10. Oktober 1957 als jüngstes von fünf Kindern des Politikers Kenneth McNeill geboren. Er wuchs in seiner Geburtsstadt Kingston auf. Im Jahr 1983 schloss er seine medizinische Ausbildung in Havanna auf Kuba ab und arbeitete im Anschluss als Arzt und Chirurg in Saint Ann’s Bay und Spanish Town sowie am Public Hospital und an der Universitätsklinik in Kingston. Als Sportmediziner war er u. a. für die jamaikanische Fußballnationalmannschaft und im Ärzteteam der jamaikanischen Olympiamannschaft bei den Olympischen Spielen 1996 tätig.
Im Jahr 1995 wurde er von Premierminister Percival J. Patterson zum Senator für die Regierung ernannt. Bei den Parlamentswahlen 1997 wurde er von der PNP als Kandidat im Wahlkreis Western Westmoreland aufgestellt und ins Repräsentantenhaus gewählt. Er konnte den Wahlkreis auch bei den Wahlen 2002, 2007 und 2011 für die PNP gewinnen. Im Februar 2000 wurde er zum Staatsminister im Ministerium für Tourismus und Sport berufen, nach der Wahl 2002 folgte die Wiederernennung.
Als die PNP nach den Jahren in der Opposition nach 2007 die Parlamentswahlen am 29. Dezember 2011 gewann und wieder die Regierung übernahm, berief Premierministerin Portia Simpson Miller McNeill als Tourismus- und Unterhaltungsminister in ihr Kabinett. Seine Vereidigung als Minister fand am 6. Januar 2012 statt. Dieses Amt hatte er bis 2016 inne. Bei der Parlamentswahl 2016 erlangte die Jamaica Labour Party die Mehrheit. McNeill blieb zunächst Abgeordneter des Parlaments, verlor sein Mandat jedoch bei der folgenden Parlamentswahl 2020 an Morland Wilson (JLP). 2024, ein Jahr vor der nächsten Wahl, wurde McNeill von der PNP als Kandidat für den Wahlkreis Trelawny North ausgewählt.